# Чебанов Вадим Валентинович
Вади́м Валенти́нович Чеба́нов — старший прапорщик Збройних сил України, 79-а бригада.
19 січня 2013 року на Водохреща, перебуваючи при виконанні обов'язків миротворчої місії в Косові, охрестився — обряд хрещення вчинив ієромонах Кукша (майор Михайло Антонюк).
З дружиною Світланою виховують двох дітей — доньку Еллу 1997 р.н. та сина Вадима 2003 р.н.

## Нагороди
21 серпня 2014 року — за особисту мужність і героїзм, виявлені у захисті державного суверенітету та територіальної цілісності України, вірність військовій присязі під час російсько-української війни, відзначений — нагороджений орденом «За мужність» III ступеня.